# Louise Darios
Louise Darios (Daria Luisa Pacheco de Céspedes), née le 8 novembre 1913 à Paris et morte le 23 novembre 1986 à Montréal, est une chanteuse, comédienne, journaliste, conteuse et folkloriste d'origine franco-péruvienne. Son père est le musicien Juan Luis Pacheco de Céspedes (es). 

## Biographie

### Jeunesse et études
Lousie Darios naît à Paris en 1913. Elle effectue ses études au Lycée Victor Duruy et au Cours Maintenon puis elle étudie ensuite le chant, la musique et l'art dramatique avec Reynaldo Hahn à Paris, Margarita Xirgu au Chili, Alfred La Liberté à Montréal et le folklore avec Atahualpa Yupanqui et Marius Barbeau.

### Carrière
Elle commence à ses 23 ans une carrière variée et bien remplie.
De 1936 à 1938 elle participe à la tournée européenne de concert débutant à Paris.
De 1938 à 1948 elle effectue de longs voyages aux cours desquelles elle fait des concerts, de la radio, du folklore, du théâtre et des conférences au Chili, au Pérou, pays de ses origines paternelles, en Argentine et au Brésil.
De 1946 à 1950, elle effectue une tournée d'une centaine de concerts au Québec et en Ontario, puis à Montréal. Elle cofonde le Théâtre du Rideau Vert, enseigne à l'École de la Chanson et travaille à Radio-Canada. Elle effectuera un court séjour à Paris en 1948.
De 1950 à 1955, elle fait des tournées en Amérique du sud et au Québec.
Elle écrit Luis Pacheco de Cespedes ; un grand musicien péruvien.
En 1983, Bibliothèque et Archives nationales du Québec (BAnQ) crée un fonds à partir de ses manuscrits : contes, nouvelles, textes pour la radio et la télévision.

## Publications
- Reportages du Chat Alexandre au Brésil, Éditions Héritage, [©1976] (ISBN 0-7773-3009-1 et 978-0-7773-3009-8, OCLC 2426130)
- Le retable des merveilles, et Deux histoires d'amour : souvernances Venezuela-Brésil-Honduras, Naaman, 1979 (ISBN 2-89040-013-1 et 978-2-89040-013-9, OCLC 5830336)
- Tous les oiseaux du monde : histoires de chansons, Beauchemin, 1975 (ISBN 0-7750-0315-8 et 978-0-7750-0315-4, OCLC 1860776)

## Discographie
- 1962 - Découvrons les Amériques avec Louise Darios[6]